# Campeonato Mundial de Tiro al Plato de 2007
El XXXII Campeonato Mundial de Tiro al Plato se celebró en Nicosia (Chipre) entre el 1 y el 10 de septiembre de 2007 bajo la organización de la Federación Internacional de Tiro Deportivo (ISSF) y la Federación Chipriota de Tiro Deportivo.
Las competiciones se realizaron en el Campo de Tiro de Latsia, ubicado al sur de la capital chipriota. 

## Resultados

### Masculino
| Evento               | Oro                                | Plata                          | Bronce                                 |
| -------------------- | ---------------------------------- | ------------------------------ | -------------------------------------- |
| Foso (06.09)         | Michael Diamond Australia 148 pts. | Philip Murphy Irlanda 145 pts. | Karsten Bindrich · Alemania · 144 pts. |
| Foso (equipos)       | Kuwait 386 RM                      | Italia · 361                   | Irlanda 359                            |
| Doble foso (03.09)   | Francesco D'Aniello · Italia · 191 | Hu Binyuan China 190           | Joshua Richmond Estados Unidos 189     |
| Doble foso (equipos) | Italia · 430 RM                    | China 422                      | Reino Unido 418                        |
| Skeet (09.09)        | Georgios Achilleos Chipre 148      | Ioan Toman · Rumania · 147+2   | Vincent Hancock Estados Unidos 147+1   |
| Skeet (equipos)      | Chipre 364                         | República Checa · 362          | Estados Unidos 359                     |

- RM –  récord mundial

### Femenino
| Evento          | Oro                               | Plata                                | Bronce                               |
| --------------- | --------------------------------- | ------------------------------------ | ------------------------------------ |
| Foso (08.09)    | Liu Yingzi China 86 pts.          | Deborah Gelisio · Italia · 85+2 pts. | Daniela Del Din San Marino 85+1 pts. |
| Foso (equipos)  | Italia · 194                      | China 191                            | Alemania · 188                       |
| Skeet (05.09)   | Christine Brinker · Alemania · 98 | Wei Ning China 97                    | Chiara Cainero · Italia · 96         |
| Skeet (equipos) | China 214 RM                      | Estados Unidos 210                   | Italia · 204                         |

- RM –  récord mundial

## Medallero
| Núm. | País            | Oro | Plata | Bronce | Total |
| ---- | --------------- | --- | ----- | ------ | ----- |
| 1    | Italia          | 3   | 2     | 2      | 7     |
| 2    | China           | 2   | 4     | 0      | 6     |
| 3    | Chipre          | 2   | 0     | 0      | 2     |
| 4    | Alemania        | 1   | 0     | 2      | 3     |
| 5    | Australia       | 1   | 0     | 0      | 1     |
|      | Kuwait          | 1   | 0     | 0      | 1     |
| 7    | Estados Unidos  | 0   | 1     | 3      | 4     |
| 8    | Irlanda         | 0   | 1     | 1      | 2     |
| 9    | República Checa | 0   | 1     | 0      | 1     |
|      | Rumania         | 0   | 1     | 0      | 1     |
| 11   | Reino Unido     | 0   | 0     | 1      | 1     |
|      | San Marino      | 0   | 0     | 1      | 1     |
|      | TOTAL           | 10  | 10    | 10     | 30    |